# 别列戈沃伊村委员会
别列戈沃伊村委员会（俄语：Береговой сельсовет）是俄罗斯联邦阿穆尔州结雅区所属的一个村委员会。其下辖有2个居民点，行政中心为别列戈沃伊。据2016年统计，该村委员会的人口为1527人。